# Henrik Petersen (atlet)
 Der er flere personer med dette navn, se Henrik Petersen.
Henrik Petersen (født 1958) er en tidligere dansk atlet. Han var medlem af IF Gullfoss senere i Københavns IF.
Petersen blev nummer 13 i tikamp ved JEM i Donetsk i Sovjetunionen 1977.

## Internationale ungdomsmesterskaber
- 1977 JEM Tikamp 13.plads 6624 point

Serie: 11,97-6,37-11,78-1,98-52,76-16,30-34,02-3,80-57,22-4,48,16

## Danske mesterskaber
- Bronze 1981 Spydkast 71,72

## Danske junior rekorder
Højdespring: 2,07 Wedel, Vesttyskland 19. september 1976